# Dialium kasaiense
Dialium kasaiense är en ärtväxtart som beskrevs av René Léopold Alix Ghislain Jules Steyaert. Dialium kasaiense ingår i släktet Dialium och familjen ärtväxter. Inga underarter finns listade i Catalogue of Life.